# Four Year Strong
Four Year Strong ist eine US-amerikanische Pop-Punk-Band aus Worcester, Massachusetts.

## Geschichte
Die Band wurde 2001 auf einer High School in Worcester gegründet, die O’Connor, Day und Massucco gemeinsam besuchten. Anfangs besteht die Band nur aus drei Mitgliedern, die zusammen 2002 ihr erstes Demo-Band aufnehmen. Später steigt Joe Weiss als Bassist ein. Mit dieser Besetzung nimmt die Band 2003 die EP The Glory auf.
2005 bringen Four Year Strong ihr Debütalbum It’s Our Time heraus. Ihr Stil ist zu der Zeit noch rauer und mehr am Melodic Hardcore orientiert. Die Band bezeichnete 2015 ihr selbstbetiteltes Studioalbum als ihr viertes Album, was den Schluss zulässt, dass It’s Our Time von der Band nicht als vollwertiges Album angesehen wird, womöglich etwa durch dessen sehr geringe Auflage und roher Produktion. 2006 steigt Josh Lyford als fester Keyboarder ein und komplettiert die Besetzung. Mit dieser festen Besetzung nehmen sie 2007 ihr zweites Album Rise or Die Trying auf. Der Stil ist durch die häufig eingesetzten Keyboards deutlich melodiöser geworden.
2008 wechseln Four Year Strong von I Surrender Records zu Decaydance Records, dem Label des Fall-Out-Boy-Bassisten Pete Wentz. Über dieses Label veröffentlicht die Band 2009 ihr Coveralbum Explains it All welches auf Pop-Punk-Covern von 1990er-Jahre Rock-Hits basiert, wie z. B. von Nirvana oder Everclear.
Am 21. Dezember 2009 erschien die Single It Must Really Suck To Be Four Year Strong Right Now, die auch auf dem vierten Studioalbum enthalten ist, welches den Titel Enemy of the World trägt und am 9. März veröffentlicht wurde. Der Name der Single leitet sich von einem CD-Review der Band Set Your Goals ab, wo der Autor deren Album This Will Be the Death Of Us gut bewertet hat, und ironisch meinte, dass er gerade nicht in der Haut von Four Year Strong stecken wolle. Sie veröffentlichten außerdem eine Single zu dem Lied On A Saturday, welches auf der Single jedoch den Titel Tonight We Feel Alive (On A Saturday) trägt.
Seit 2011 sind Four Year Strong nur noch ein Quartett, da Keyboarder Josh Lyford die Band verlassen hat. Im selben Jahr erschien am 8. November das Studioalbum In Some Way, Shape, Or Form, welches einen musikalischen Schritt hin zum Alternative Rock markiert und sowohl von Kritikern als auch Fans eher gemischt aufgenommen wurde. Im Anschluss an die Touren zum neuen Album nahm die Band 2013 eine Auszeit.
Erst im Juli 2014 erschien auf Pure Noise Records die EP Go Down in History, auf der Four Year Strong sich ihrem ursprünglichen Musikstil wieder annähern. Das am 2. Juni 2015 erschienene, schlicht Four Year Strong betitelte Studioalbum vollzieht die endgültige Rückkehr zum Stil von Enemy Of The World, mit Ausnahme von Keyboardsounds.

## Stil und Einflüsse
Four Year Strong spielen modernen Pop-Punk mit strukturellen Einflüssen des Hardcore Punk und Metalcore. Die Band hat zusammen mit Bands wie New Found Glory und The Wonder Years den Begriff "Easycore" geprägt und zählt zu den Pionieren des Genres.
Auch Elemente des Alternative-Rocks finden sich in der Musik der Band wieder. Dies macht sich auf dem Album "In Some Way, Shape, or Form" besonders bemerkbar.

## Diskografie

### Alben
- 2005: It’s Our Time
- 2007: Rise or Die Trying
- 2009: Explains it All
- 2010: Enemy of the World
- 2011: In Some Way, Shape, or Form
- 2015: Four Year Strong
- 2017: Some of You Will Like This, Some of You Won’t
- 2020: Brain Pain
- 2024: Analysis Paralysis

### EPs
- 2003: The Glory
- 2009: It Must Really Suck to Be Four Year Strong Right Now
- 2014: Go Down in History

### Musikvideos
- 2007: Heroes Get Remembered, Legends Never Die (Rise or Die Trying)
- 2008: Bada Bing! Wit’ a Pipe! (Rise or Die Trying)
- 2010: It Must Really Suck to Be Four Year Strong Right Now (Enemy of the World)
- 2010: Tonight We Feel Alive (On a Saturday) (Enemy of the World)
- 2011: Stuck in the Middle (In Some Way, Shape, or Form)
- 2011: Just Drive (In Some Way, Shape, or Form)